# Prince George Cougars
Die Prince George Cougars sind eine kanadische Eishockeymannschaft aus Prince George, British Columbia. Das Team spielt seit 1994 in einer der drei höchsten kanadischen Junioren-Eishockeyligen, der Western Hockey League (WHL).

## Geschichte
Die Victoria Cougars wurden vor der saison 1994/95 aus Victoria, British Columbia, umgesiedelt und in Prince George Cougars umbenannt. Die größten Erfolge der Mannschaft aus British Columbia war das Erreichen des Finales der West Division 1997 und 2000, sowie des Conference-Finales in der Saison 2006/07, indem sie den Vancouver Giants in der Best-of-Seven-Serie mit 1:4 unterlagen. Zuletzt verpasste die Mannschaft 2007/08 die Playoffs, während man im folgenden Jahr das Conference-Viertelfinale erreichte.

## Ehemalige Spieler

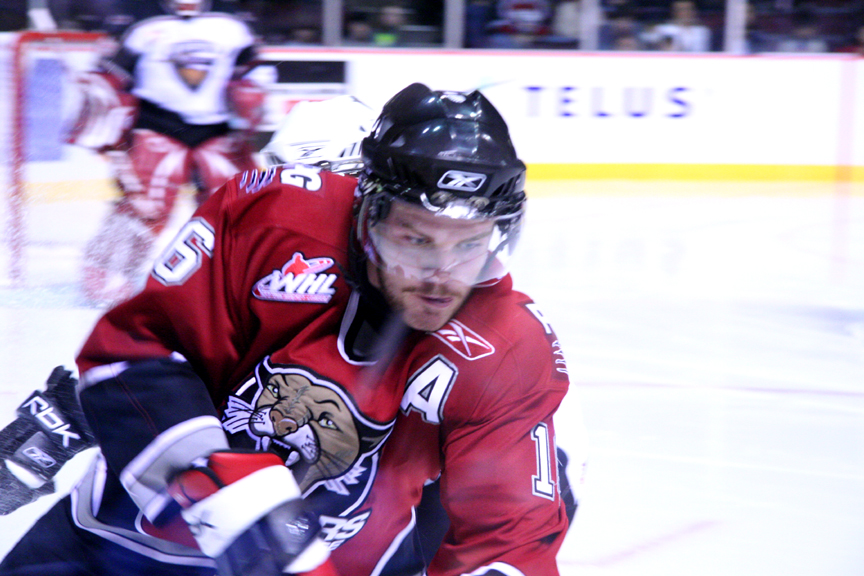
Jared Walker, Prince George Cougars

Folgende Spieler, die für die Prince George Cougars aktiv waren, spielten im Laufe ihrer Karriere in der National Hockey League:
- Blair Betts
- Alexander Boikow
- Derek Boogaard
- Tyler Bouck
- Eric Brewer
- Dustin Byfuglien
- Zdeno Chára
- Dennis Cholowski
- Brett Connolly
- Nick Drazenovic
- Jonathan Filewich
- Kyle Freadrich
- Brendan Guhle
- Dan Hamhuis
- Trent Hunter
- David Kočí
- Joel Kwiatkowski
- Mike Leclerc
- Chris Mason
- Martin Marinčin
- Vladimír Mihálik
- Ronald Petrovický
- Justin Pogge
- Devin Setoguchi
- Sheldon Souray
- Dana Tyrell
- Michael Wall
- Ty Wishart

## Team-Rekorde

### Karriererekorde
Spiele: 338  Greg Gardner
Tore: 111  Eric Hunter
Assists: 140  Blake Robson
Punkte: 233   Eric Hunter
Strafminuten: 666  Dan Baum